# Cornelia Bürki
Cornelia Bürki (geb. de Vos; * 3. Oktober 1953 in Humansdorp, Ostkap, Südafrika) ist eine ehemalige Schweizer Mittel- und Langstreckenläuferin. Sie ist 47-fache Schweizermeisterin und erreichte den Final an mehreren internationalen Meisterschaften.

## Werdegang
Cornelia de Vos begann ihre sportliche Karriere an dem Hoërskool Nico Malan High School in Humansdorp. Sie spielte hauptsächlich Netzball und war Mitglied der Eastern-Province-Auswahlmannschaft.
Bei den Olympischen Spielen 1980 in Moskau wurde sie für die Schweiz Elfte über 1500 Meter, bei den Spielen 1984 in Los Angeles Fünfte über 3000 Meter und bei den Spielen 1988 in Seoul Zehnte über 3000 Meter.
Bei den Leichtathletik-Weltmeisterschaften 1987 wurde sie jeweils Vierte über 1500 und 3000 m. Bei den Europameisterschaften 1978 wurde sie Achte über 1500 m sowie Sechste über 3000 m und bei den Europameisterschaften 1986 Achte über 1500 sowie Siebte über 3000 m.
Cornelia (Corrie) gewann 47 Schweizer Meistertitel. Ihr 5. Rang in Los Angeles 1984 war bis 2024 das beste Resultat einer Schweizer Leichtathletin an Olympischen Spielen; sie wurde abgelöst von Angelica Moser, 4. im Stabhochsprung in Paris 2024.
Insgesamt viermal war sie bei den Weltmeisterschaften im Crosslauf unter den ersten zehn: 1977 10. Rang in Düsseldorf, 1978 5. Rang in Glasgow, 1985 5. Rang in Lissabon, 1986 7. Rang in Warschau
Auch bei Strassenläufen war sie erfolgreich. Fünfmal siegte sie beim Basler Stadtlauf, je zweimal beim Zürcher Silvesterlauf und beim Schweizer Frauenlauf und einmal beim Murtenlauf.
1978 wurde sie zur Schweizer Sportlerin des Jahres gewählt. Bei einer Körpergrösse von 1,60 m betrug ihr Wettkampfgewicht 49 kg.
Heute ist sie als Trainerin des Leichtathletikclubs Rapperswil-Jona tätig, wo sie zusammen mit Beat Wyss für eine Mittel- und Langstrecken-Trainingsgruppe verantwortlich ist. Dort betreut sie unter anderem die Mittelstreckenläufer Sabine Fischer (Final in Sydney über 1500 m) Mario Bächtiger und Hugo Santacruz, alle mehrfache Schweizer Meister.

## Persönliche Bestleistungen
- 800-Meter-Lauf: 2:00,99 min, 8. August 1986 in London
- 1500-Meter-Lauf: 3:59,90 min, 5. September 1987 in Rom
- Meile: 4:24,85 min, 5. September 1985 in Brüssel
- 2000-Meter-Lauf: 5:35,59 min (Schweizer Bestleistung), 11. Juli 1986 in London
- 3000-Meter-Lauf: 8:38,71 min, 20. Juli 1985 in London